# Pectinaria aegyptia
Pectinaria aegyptia är en ringmaskart som först beskrevs av Savigny 1818.  Pectinaria aegyptia ingår i släktet Pectinaria och familjen Pectinariidae. Inga underarter finns listade i Catalogue of Life.